# Aeroportul Internațional Darwin
Aeroportul Internațional Darwin (IATA: DRW, ICAO: YPDN) este un aeroport din Eaton⁠(d), Teritoriul de Nord, Australia ce deservește zona Darwin. Aeroportul a fost tranzitat în 2022 de 1.673.129 de pasageri. A fost deschis în 1919 și numit după zona deservită.
Situat la o altitudine de 31 m, aeroportul dispune de o singură pistă. Este operat de Forțele Aeriene Regale Australiane⁠(d).